# Arno Behrisch
Arno Erich Behrisch (né le 6 juin 1913 à Dresde, mort le 16 septembre 1989 à Hof-sur-Saale) est un homme politique et résistant allemand au nazisme.

## Biographie
Behrisch fait un apprentissage de typographe. Il devient membre du SPD et de son organisation de jeunesse Jeunesse ouvrière socialiste (SAJ). Lors de la montée du nazisme, il quitta le SPD et rejoignit le Parti socialiste ouvrier (SAP), plus à gauche, en 1931. Il soutient les associations sportives de travailleurs et Les Amis de la nature.
Après la prise du pouvoir des nazis, après avoir milité clandestinement à Dresde, il fuit d'abord en 1934 vers la Tchécoslovaquie, où il aide les militants du SAP exilés, puis par la Pologne et les pays baltes vers la Suède en août 1939. En Scandinavie, il est actif dans le Landesgruppe deutscher Gewerkschafter et dans la Fédération internationale des ouvriers du transport (ITF). Il peut travailler comme typographe. En 1940, il est reconnu coupable de sabotage au nom de la Grande-Bretagne et de collaboration avec le renseignement militaire britannique, le Special Operations Executive. En tant que membre d'un groupe dirigé par l'agent britannique Alfred Frederick Rickman (Groupe Rickman), il avait tenté d'entraver les transports de minerai à destination de l'Allemagne nazie dans le port d'Oxelösund. Il est condamné à trois ans et demi de prison et incarcéré à la prison de Långholmen à Stockholm et à Falun dans le nord de la Suède. Herbert Wehner, un cadre du KPD en exil en Suède, est son compagnon de cellule.
En janvier 1945, il se rend au Danemark et est un représentant allemand dans le mouvement de résistance danois jusqu'à la fin de la Seconde Guerre mondiale. Il retourne ensuite en Allemagne. Il participe à la reconstruction du SPD en Franconie, qu'il avait rejoint en 1944 avec la plupart des membres du groupe SAP en Suède autour d'August Enderle, Stefan Szende et Willy Brandt, et est président de la section de Hof-sur-Saale et vice-président de la section de Bavière dans les années 1950. Il est élu de 1946 à 1949 au Landtag de Bavière puis au Bundestag de 1949 à 1961 dans la circonscription de Hof-sur-Saale.
Behrisch devient un opposant à la réorientation du SPD, telle qu'envisagée par le programme de Bad Godesberg. Il y voit un engagement « envers l'OTAN, envers l'Église et la Bourse » et en Wehner comme le « principal initiateur de la politique d'engagement envers l'OTAN ». En 1961, à la suite de l'ouverture d'une procédure réglementaire à son encontre, il quitte le parti et devient membre de la Deutsche Friedens-Union, dont il sera membre jusqu'en 1968. Quelques mois avant la fin de la législature en 1961, il est le seul membre du Bundestag pour ce parti.
Lorsque le 18 août 1961, en session extraordinaire du Bundestag, les différents représentants des partis condamnent la construction du mur de Berlin, Behrisch est le dernier orateur, dans des conditions presque tumultueuses, à blâmer l'Occident partisan de la fermeture des frontières. Afin de s'opposer à Wehner et à la ligne du parti qu'il représente, il collabore en 1963 avec le journaliste d'investigation et éditeur Hans Frederik avec les autorités de la RDA et s'y rend avec Frederik Reisen. Behrisch est l'un des co-initiateurs du mouvement Ostermarsch en Allemagne. En 1979, il est élu à la présidence de l'organisation lors du congrès fédéral de l'Association des persécutés du régime nazi.
Jusqu'en 1961, Behrisch est rédacteur en chef de l’Oberfränkische Volkszeitung et écrit également pour le Deutsche Volkszeitung. Sa relation avec Heinrich Giegold, le rédacteur en chef du Frankenpost, est semée de controverses.
Behrisch fut marié deux fois. Il fait la connaissance de Hildegard Schotte en Suède et l'épouse à sa sortie de prison.